# Aroldo Bonzagni
Aroldo Bonzagni (né le 24 septembre 1887 à Cento, en Émilie-Romagne et mort le 30 décembre 1918  à Milan) est un peintre et illustrateur italien.

## Biographie
Aroldo Bonzagni part s'installer avec sa famille à Milan en 1906 et s'inscrit à Académie des beaux-arts de Brera. Il se lie d'amitié avec le peintre Umberto Boccioni et rejoint le groupe des Futuristes.
Son style est alors très marqué par l'expressionnisme et ses dessins montre une certaine ironie. Il exécute aussi un certain nombre de saynètes érotiques, mais à titre privé, réservées à des collectionneurs.
Il commence par décorer une villa située à San Donnino della Nizzola (Modène). En 1912, il expose à la Mostra della pittura e scultura rifiutata (Salon des peintures et sculptures refusées) à Milan, puis réussit à montrer ses œuvres à la Biennale de Venise. En 1913, il expose à Bergame, au salon des caricaturistes, puis part à Buenos Aires, sollicité par des galeries et participe à des revues d'art .
Il revient à Milan en 1915, avec l'entrée en guerre de l'Italie : là, il décide de se consacrer à l'effort national, tout en poursuivant une œuvre très personnelle. Il publie I Comandamenti di Dio (Rava, 1915), illustrant le décalogue et centrant son propos contre l'Allemagne.
Il meurt le 30 décembre 1918, frappé par la grippe espagnole.
Une partie de ses peintures sont exposées au Museo d'arte moderna e contemporanea Filippo de Pisis (Ferrare).

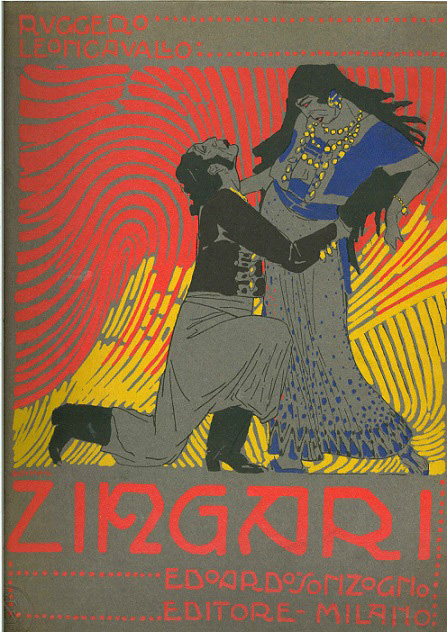
A.Bonzagni Couverture de la partition de l'opéra Zingari de Ruggero Leoncavallo, 1912
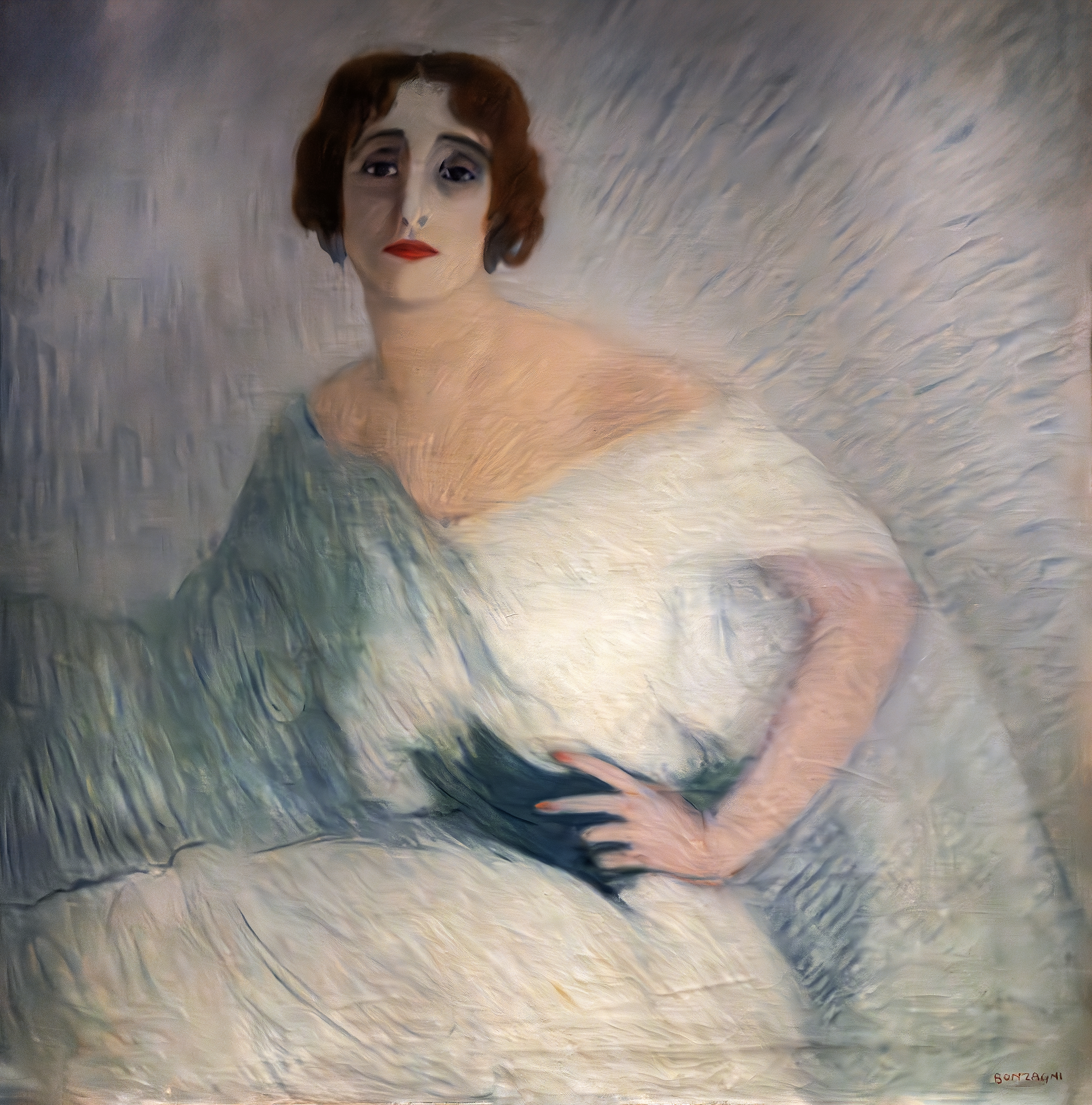
Portrait de Lyda Borelli , 1914